# Rudolf Klussmann
Rudolf Klussmann (* 15. November 1846 in Rudolstadt; † 6. Januar 1925 in München) war ein deutscher Klassischer Philologe, Gymnasiallehrer und Bibliograf.

## Wirken
Nach seiner Reifeprüfung am Gymnasium in Rudolstadt studierte Klussmann Klassische Philologie und Germanistik an der Universität Göttingen. Dort legte er 1871 das Staatsexamen für das höhere Lehramt ab und wurde bei Hermann Sauppe promoviert. Von 1871 bis 1902 arbeitete er als Gymnasiallehrer in Gera, außerdem leitete er dort im Nebenamt von 1881 bis 1902 die Fürstliche Gymnasial- und Landesbibliothek. Wegen einer körperlichen Behinderung ging er 1902 vorzeitig in den Ruhestand. Klussmann hat sich insbesondere durch seine bibliographischen Werke einen Namen gemacht, zum einen im Bereich der Klassischen Philologie, zum anderen bei der Erfassung sämtlicher wissenschaftlicher Abhandlungen in den deutschen Schulprogrammen.

## Schriften
- Supplement zu C. H. Herrmann’s Verzeichnis (Halle 1871) der vom Jahre 1858 bis 1869 in Deutschland erschienenen Ausgaben, Übersetzungen ect. der griechischen u. lateinischen Schriftsteller des Alterthums zugleich Fortsetzung desselben bis Mitte des Jahres 1873. Herrmann, Halle/S. 1873/1874.

- Emendationes Frontonianae. Calvary, Berolini 1874 (Dissertation Universität Göttingen 1871) (Digitalisat).
- Tulliana. Schulprogramm Gymnasium Gera 1877.
- Index commentantionum Aeschylearum. Calvary, Berolini 1878.
- Curae Africanae. Kindermann, Gera 1883.
- (Hrsg.): August Böckh / Enzyklopädie und Methodologie der philologischen Wissenschaften. 2. Aufl. Teubner, Leipzig 1886
- Systematisches Verzeichnis der Abhandlungen, welche in den Schulschriften sämtlicher an dem Programmtausche teilnehmenden Lehranstalten erschienen sind. Nebst zwei Registern. Fünf Teile. Teubner, Leipzig 1889–1916 (Nachdruck bei Olms, Hildesheim 1976).
- Bibliotheca scriptorum classicorum et Graecorum et Latinorum. Die Literatur von 1878 bis 1896 einschließlich umfassend. Zwei Bände in vier Teilen. Reisland, Leipzig 1909–1913.